# Болезнь Рейно
Болезнь Рейно — относится к вазоспастическим заболеваниям, представляет собой ангиотрофоневроз с преимущественным поражением мелких концевых артерий и артериол. Заболевание чаще поражает верхние конечности (нижние также могут быть поражены, но значительно реже), как правило, симметрично и двусторонне. Встречается у 3-5 % населения, у женщин в 5 раз чаще, чем у мужчин.

Впервые описана в 1862 году французским врачом Мори́сом Рейно́ (A. G. Maurice Raynaud) (1834—1881).

## Этиология
Предположительно в основе лежит генетическая предрасположенность. Факторы риска провоцируют начало заболевания. К ним относятся:
- частые и длительные эпизоды гипотермии верхних конечностей,
- хроническая травматизация пальцев,
- эндокринные нарушения (щитовидной железы, половых желез),
- тяжелые эмоциональные стрессы,
- профессиональные, производственные факторы (вибрация),
- ревматические заболевания (системная склеродермия, системная красная волчанка, ревматоидный артрит, дерматомиозит, узелковый периартериит и др.)[3].

Чаще болеют женщины в возрасте 20—40 лет, нередко заболевание сочетается с мигренью. Отмечена повышенная заболеваемость машинисток и пианистов. В патогенезе приступа ишемии играет роль повышение тонуса симпатической нервной системы (то есть стрессовые состояния).

## Клинические особенности
- Чаще всего изменения окраски наблюдаются на пальцах кистей,
- Изменения начинаются с одного пальца, в дальнейшем распространяются на другие пальцы и становятся одинаковыми на обеих кистях,
- Изменения окраски кожи может отмечаться и на ушных раковинах, кончике носа, лице, над коленями,
- При синдроме Рейно возможно появление сетчатого ливедо на конечностях, которое проходит после завершения вазоспазма,
- Некоторые случаи отмечаются онемением языка и нарушениями речи, которая становится невнятной, смазанной.

Вазоспазм обычно длится 15—20 мин и завершается быстрым восстановлением кровотока, о чём свидетельствует ярко-розовая окраска кожи (реактивная гиперемия). Частота и длительность эпизодов вазоспазма могут меняться как у различных больных, так и у одних и тех же пациентов в разное время года (зимой более интенсивно, чем летом).
Факторами, провоцирующими вазоспастические реакции, которые ещё называют атаками Рейно, являются низкая температура окружающей среды или эмоциональный стресс.
Клинически Синдром Рейно проявляется четко отграниченными участками последовательно изменённой окраски кожи пальцев: бледная, синяя, красная (трехфазный синдром Рейно). Первые фазы изменения окраски говорят о состоянии гипоксии и вазоспазма, а по окончании вазоспазма, вследствие реактивной гиперемии, кожа приобретает красный окрас.

## Симптомы
Выделяют 3 основные стадии заболевания:
- ангиоспастическую (кратковременные спазмы сосудов концевых фаланг 2—5 пальцев кисти или 1—3 пальцев стопы; спазм быстро сменяется расширением сосудов с покраснением кожи, потеплением пальцев);
- ангиопаралитическую (кисть и пальцы приобретают цианотичную окраску, отечность и пастозность пальцев)[5];
- трофопаралитическую (склонность к развитию панарициев и язв, очаги поверхностного некроза мягких тканей концевых фаланг, после отторжения — длительно незаживающие язвы), встречающуюся довольно-таки редко[6].

Дифференциальный диагноз проводится с облитерирующим эндартериитом и нарушениями кровообращения в конечности, обусловленными сдавливанием подключичной артерии; в качестве заболеваний для дифференциальной диагностики также рассматриваются другие вазоспастические патологии.

## Диагностика
Диагноз основывается на тщательном опросе больного, пальпации, термографии. Для больных данным синдромом характерно специфическое нарушение микроциркуляции, проявляющееся в виде зябкости пальцев и реакции на холод в виде болей и побледнения. Иногда, по определённым рисункам капилляров кровеносных сосудов, которые прилегают к ногтевым пластинам, можно определить феномен Рейно. Однако следует отметить, что не существует какого-либо однозначного клинического симптома, свидетельствующего о наличии данного синдрома. Врач может также провести определённые исследования конечностей пациента, чтобы исключить сжатие кровеносных сосудов, имитирующее феномен Рейно, как, например, синдром лестничной мышцы.
Обычно у людей с феноменом Рейно, который рассматривается как одно из проявлений ревматических заболеваний, повышена скорость оседания эритроцитов, отмечается повышенный уровень антинуклеарных антител, также для диагностики исследуется центральная гемодинамика (ЧСС, УО, Общее периферическое сопротивление), проводится реовазография. Данное сочетание признаков может являться дебютом системной склеродермии и других болезней соединительной ткани.

## Лечение болезни
Методы лечения болезни Рейно можно разделить на две группы — консервативные и хирургические.
Консервативные методы включают применение сосудорасширяющих лекарственных средств (например, фентоламин). Лекарственная терапия при болезни Рейно продолжается в течение жизни больного. Следует отметить, что при длительном приеме данных препаратов неизбежно происходит развитие осложнений.
В тяжелых случаях может применяться хирургическое лечение, которым является симпатэктомия. Суть лечения заключается в «выключении» нервных волокон, по которым идут патологические импульсы, заставляющие кровеносные сосуды спазмироваться. Существуют несколько видов симпатэктомии. Наименее травматичной является эндоскопическая симпатэктомия. Актуальной остается верхняя грудная симпатэктомия.

## Профилактика
Профилактика болезни состоит в том, чтобы конечности всегда были в тепле. Для этого необходимо носить многослойную одежду, особенно защищать кисти рук и ступни от холода и ветра. Варежки практичнее перчаток, так как в них пальцы согревают друг друга. В настоящее время имеются в продаже специальные перчатки и носки с электрическим подогревом и грелки для рук. Некоторым удается предотвращать приступы болезни Рейно, делая быстрые круговые махи руками: под действием центробежной силы кровь нагнетается в конечности. Теплая вода помогает согреться, но нужно следить, чтобы она была не слишком горячей. Людям, страдающим болезнью Рейно, категорически запрещается курить.
Также для профилактики болезни Рейно следует снизить уровень стресса, так как это также является серьёзным фактором в возникновении болезни.
Предотвратить болезнь Рейно можно, если избегать провоцирующих факторов и начинать лечение при первых её признаках. Но в тяжелых случаях может потребоваться хирургическое вмешательство. Болезнь Рейно является ранним симптомом других заболеваний, таких как системный склероз, характеризующийся утолщением кожи. Однако болезнь Рейно не следует считать общим признаком его начала.